# Der Schmied von Großholzingen
Der Schmied von Großholzingen ist der deutsche Titel der Novelle Smith of Wootton Major des britischen Schriftstellers und Philologen J. R. R. Tolkien aus dem Jahr 1967.

## Ursprung
Im Laufe des Jahres 1964 bat der Verlag „Pantheon Books“ Tolkien, zu dem von George MacDonald verfassten Kindermärchen Golden Key („Der goldene Schlüssel“) ein Vorwort zu schreiben. Tolkien hatte diese Geschichte in seinem eigenen Werk Baum und Blatt vormals lobend erwähnt, da MacDonald damit einen Versuch unternommen habe, die Erzählform (Fairytale, Märchen) derartiger Geschichten von Macht und Schönheit zu erhalten; inzwischen jedoch stand er nach erneuter Lektüre in fortgeschrittenem Alter seinem damaligen Urteil eher kritisch gegenüber, da er die Geschichte vom goldenen Schlüssel nie als reines Kindermärchen betrachtet hatte. Trotz der ablehnenden Haltung erklärte er sich bereit, dieses Vorwort zu verfassen. So entstand die erste Version des Smith of Wootton Major. Doch schon bald füllte sich diese mit einem Eigenleben und wurde zu einer Art, wie Tolkien es selbst nannte, „anti-G.M. tract“ (G.M. – George MacDonald). Statt eines einleitenden Vorwortes wurde daraus eine Feengeschichte für Erwachsene, um der Vorstellung, dass fairystorys (Märchen) nur Erzählungen für Kinder seien, deutlich zu widersprechen. Die Erzählung wurde von Karl A. Klewer ins Deutsche übersetzt und erschien 1975 in dem Band Fabelhafte Geschichten.

## Handlung
Die Geschichte spielt im fiktiven Ort Großholzingen („Wootton Major“) und erzählt von einem Jungen, in dessen Kuchenstück ein Feenstern eingebacken war.
In Großholzingen fand alle 24 Jahre ein großes Fest statt, zu dem der Chefkoch des Ortes einen großen Kuchen für die guten Kinder zubereitete. Der amtierende Koch war für alle überraschend zu einer Urlaubsreise aufgebrochen und brachte bei seiner Rückkehr einen fremden Jungen namens Alf mit, der sein Nachfolger werden sollte. Sieben Jahre bevor das nächste nur alle 24 Jahre stattfindende Fest wieder anstand, verließ der Chefkoch den Ort und ließ den Jungen Alf als seinen Nachfolger zurück. Die Bewohner des Ortes wählten aber entgegen dem Brauch, dass der Meisterkoch selbst seinen Nachfolger bestimmt, den ehemaligen Küchenhelfer Nokes, der vor Jahren für den Koch gearbeitet hatte, den dieser aber nicht als seinen Nachfolger sehen wollte, zum neuen Chefkoch. Der Fremde Alf wurde offiziell der Lehrling von Nokes und half ihm bei der Vorbereitung des Kuchens für das große Fest (eigentlich ließ Nokes all seine Arbeiten von Alf ausführen und profitierte von dessen Wissen und Können). Nokes suchte nach Zutaten und fand dabei in einem Kästchen, das sein Vorgänger zurückgelassen hatte, einen sternförmigen Gegenstand aus angelaufenem Silber. Alf erzählte Nokes, dass dieser Gegenstand aus Faery, dem Feenland, stamme. Nokes wollte den Stern mit anderen kleinen Münzen in den Kuchen einbacken, um die Kinder damit zu erfreuen. Sein Lehrling gab zu bedenken, dass es sich um einen magischen Feenstern handle, aber Nokes verspottete ihn nur, da er selbst nicht an Magie und die Existenz von Feen glaubte. Für jedes der 24 Kinder buk er ein kleines Präsent ein und der Koch erzählte allen, dass es noch einen weiteren kleinen Schatz gebe, einen kleinen Silberstern, der Glück bringe. Die Kinder fanden beim Essen ihre Kuchenstücke die kleinen Geschenke, doch der Stern kam nicht zum Vorschein.
Der junge Sohn des Schmieds hatte ihn nämlich heruntergeschluckt, ohne es selbst zu bemerken, und so war die Verwunderung und Enttäuschung groß, dass er nicht gefunden worden war. An seinem zehnten Geburtstag, als der Morgen zu grauen begann, hörte der Junge den Gesang der Vögel, der wie eine Welle über ihn hinwegrollte. Das erinnerte ihn an Erzählungen vom Feenland und er begann zu singen. Dabei fiel ihm der Feenstern aus dem Mund. Er fing ihn in seiner Hand auf und setzte ihn, einem Impuls folgend, in die Mitte seiner Stirn. Dort wurde er alsbald ein Teil seines Gesichtes. Der Stern verlieh ihm besondere Kräfte, so wurde er ein sehr guter Handwerker, bekam eine wohlklingende Stimme und ein makelloses Aussehen. All die Werke, die er in seiner Schmiede herstellte, waren von höchster Qualität, nützlich, langlebig und schön.
Durch diese Gabe konnte er auch das Feenland besuchen. Eines Tages traf er auf Alf, den Feenkönig, und dieser bat ihn nun, den Stern zurückzugeben. Alf war nach Nokes Chefkoch geworden und hatte dieses Amt über Jahre erfüllt, nun wollte er einen zweiten Kuchen für das nächste Fest backen und in diesen wieder den Stern hineingeben, damit er an einen anderen Jungen gehen könne. Alf besuchte Nokes und erzählte ihm, dass der Stern sich nun wieder in dem Kästchen befinde, aus dem Nokes ihn einst entnommen hatte. Nokes hatte sich in all den Jahren Gedanken gemacht, was wohl aus dem Stern geworden war, und glaubte nun, dass Alf ihn damals vor dem Backen des Kuchens entwendet habe. Auf dem Fest teilte Alf den Kuchen aus und es war Tim, der Neffe von Nokes, der das Stück mit dem Stern darin erhielt. Der Schmied selbst hatte Tim zuvor in einem Gespräch mit Alf, den er als den König des Feenlandes erkannt hatte, ausgewählt. Die Magie des Feenkönigs hatte wie schon zuvor dafür gesorgt, dass der Stern zum gewünschten Kind kam. Alf verließ endgültig den Ort und kehrte ins Feenland zurück. Nokes war der einzige, der sich darüber freute, denn er hatte Alf nie gemocht.

## Der Elbenstern
Der in der Übersetzung als „Elbenstern“ benannte Gegenstand wird in der Originalversion als „fay-star“ (Feen-Stern) bezeichnet. Es ist ein Schmuckstück aus Silber mit magischer Kraft, das den, der es hinunterschluckt, innerlich und auch äußerlich verwandelt. Es verleiht den Augen des Betreffenden einen besonderen Glanz, verstärkt seine guten Eigenschaften und erweitert seine Fähigkeiten. Eine davon ist es, dass er nun die Feenwelt („fairyland“) betreten kann, was sonst keinem Sterblichen möglich ist.

## Kritik
Das Feenreich in der Geschichte ist ein Ort von unermesslicher Schönheit, in dem es neben fabelhaften Wesen auch unvorstellbare Gefahren, Krieg und Kampf gibt. Der Schmied jedoch ist kein Kämpfer, als kunstvoller Handwerker stellt er auch keine Waffen her, sondern Gebrauchsgegenstände. Tolkien erzählt nach der Ansicht von Dieter Petzold in einer Art „autobiographischem Gleichnis“ eine Geschichte darüber, wie ein angesehener Meister altert und dabei die Einsicht gewinnt, dass er seine Kenntnisse und besonderen Kräfte beizeiten an Jüngere weitergeben sollte. So hält es der Meisterkoch, der allein die richtigen Zutaten für den außergewöhnlichen Kuchen kennt, wie auch der Schmied, der Erfahrungen in einem fremden Land gesammelt hat. Der Protagonist der Geschichte bereist das Feenland, aus dem er stets bereichert zurückkehrt. Diesen Zugang verschafft hat ihm der Elbenstern, jedoch spürt er am Ende, dass er nun alle Geheimnisse gesehen hat und nicht mehr dorthin zurückkehren wird. Es ist nun an der Zeit, es Jüngeren zu überlassen, diese Wunder zu schauen, so dass er, nachdem er zunächst zögert, dann doch freiwillig dem Feenkönig den Stern zurückgibt. Der Stern kam so vom Großvater auf den Enkel und dieser wird ihn wiederum an die übernächste Generation weitergeben.

## Ausgaben
- John Ronald Reuel Tolkien: Smith of Wootton Major. (mit Illustrationen von Pauline Baynes) Houghton Mifflin, Boston 1967, OCLC 469580.
  - John Ronald Reuel Tolkien: Der Schmied von Großholzingen. (übersetzt von Karl A. Klewer) In: Fabelhafte Geschichten. Hobbit-Presse im Klett-Verlag, Stuttgart 1975, ISBN 3-12-908050-3.
  - John Ronald Reuel Tolkien: Der Schmied von Großholzingen. In: Geschichten aus dem gefährlichen Königreich. (Originaltitel: Tales from the Perilous Realm.) Klett-Cotta-Verlag, Stuttgart 2011, ISBN 978-3-608-93826-5.
  - Der Schmied von Großholzingen. Erweiterte Ausgabe (übersetzt von Karl A. Klever und Lisa Kuppler) Klett-Cotta, Stuttgart 2016, ISBN 978-3-608-96093-8.

Hörbuch
- Der Elbenstern der Schmied von Großholzingen. (gelesen von Joachim Höppner) Der Hörverlag, München 2003, ISBN 3-89940-204-9 (Kurzinfo – Der Elbenstern. randomhouse.de).